# Enoch Cree Nation 135
Enoch Cree Nation 135, tidigare benämnt Stony Plain 135, är ett reservat i Kanada.   Det ligger i provinsen Alberta, i den centrala delen av landet, 2 900 km väster om huvudstaden Ottawa.